# 1998 VC34
1998 VC34 är en asteroid i huvudbältet som upptäcktes den 14 november 1998 av den japanska astronomen Nobuhiro Kawasato i Uenohara.
Den tillhör asteroidgruppen Koronis.